# Szczecinki
Szczecinki (deutsch Sczeczinken, 1916 bis 1945 Eichhorn) ist ein Dorf in der polnischen Woiwodschaft Ermland-Masuren und gehört zur Stadt-und-Land-Gemeinde Olecko (Marggrabowa, umgangssprachlich auch Oletzko, 1928 bis 1945 Treuburg) im Powiat Olecki (Kreis Oletzko, 1933 bis 1945 Kreis Treuburg).

## Geographische Lage
Szczecinki liegt im Osten der Woiwodschaft Ermland-Masuren, nur wenige Kilometer vor deren Grenze zur Woiwodschaft Podlachien, die hier nicht ganz kongruent mit der früheren deutsch-polnischen Staatsgrenze verläuft. Die Kreisstadt Olecko ist sieben Kilometer in südwestlicher Richtung entfernt.

## Geschichte
Das seinerzeit Zierenberg und auch Zinnenberg genannte Dorf wurde 1563 gegründet. Vor 1785 nannte man den Ort Szezincken, nach 1818 Szczesczinken, und bis 1916 Sczeczinken.
Im Jahre 1874 wurde die Landgemeinde Sczeczinken in den neu errichteten Amtsbezirk Krupinnen (polnisch Krupin) eingegliedert, der bis 1945 bestand und zum Kreis Oletzko (1933 bis 1945: Kreis Treuburg) im Regierungsbezirk Gumbinnen der preußischen Provinz Ostpreußen gehörte. 1874 wurde Sczeczinken auch dem Standesamt Marggrabowa-Land zugeteilt, bis das Dorf im Zusammenhang der Bildung eines eigenen Kirchspiels im Jahre 1913 selber Sitz eines Standesamts wurde.
In Sczeczinken waren im Jahre 1910 insgesamt 325 Einwohner registriert. Sechs Jahre später – am 22. März 1916 – wurde das Dorf in „Eichhorn“ umbenannt.
Aufgrund der Bestimmungen des Versailler Vertrags stimmte die Bevölkerung im Abstimmungsgebiet Allenstein, zu dem Eichhorn gehörte, am 11. Juli 1920 über die weitere staatliche Zugehörigkeit zu Ostpreußen (und damit zu Deutschland) oder den Anschluss an Polen ab. In Eichhorn stimmten 234 Einwohner für den Verbleib bei Ostpreußen, auf Polen entfiel keine Stimme.
296 Einwohner zählte Eichhorn im Jahre 1933, 291 waren es im Jahre 1939.
In Folge des Zweiten Weltkrieges kam das Dorf 1945 mit dem gesamten südlichen Ostpreußen zu Polen und erhielt die polnische Namensform „Szczecinki“. Der Ort ist heute Sitz eines Schulzenamtes (polnisch sołectwo) und damit eine Ortschaft im Verbund der Stadt-und-Land-Gemeinde Olecko (Marggrabowa, 1928 bis 1945 Treuburg) im Powiat Olecki (Kreis Oletzko, 1933 bis 1945 Kreis Treuburg), bis 1998 der Woiwodschaft Suwałki, seither der Woiwodschaft Ermland-Masuren zugehörig.

## Kirche

### Kirchengebäude

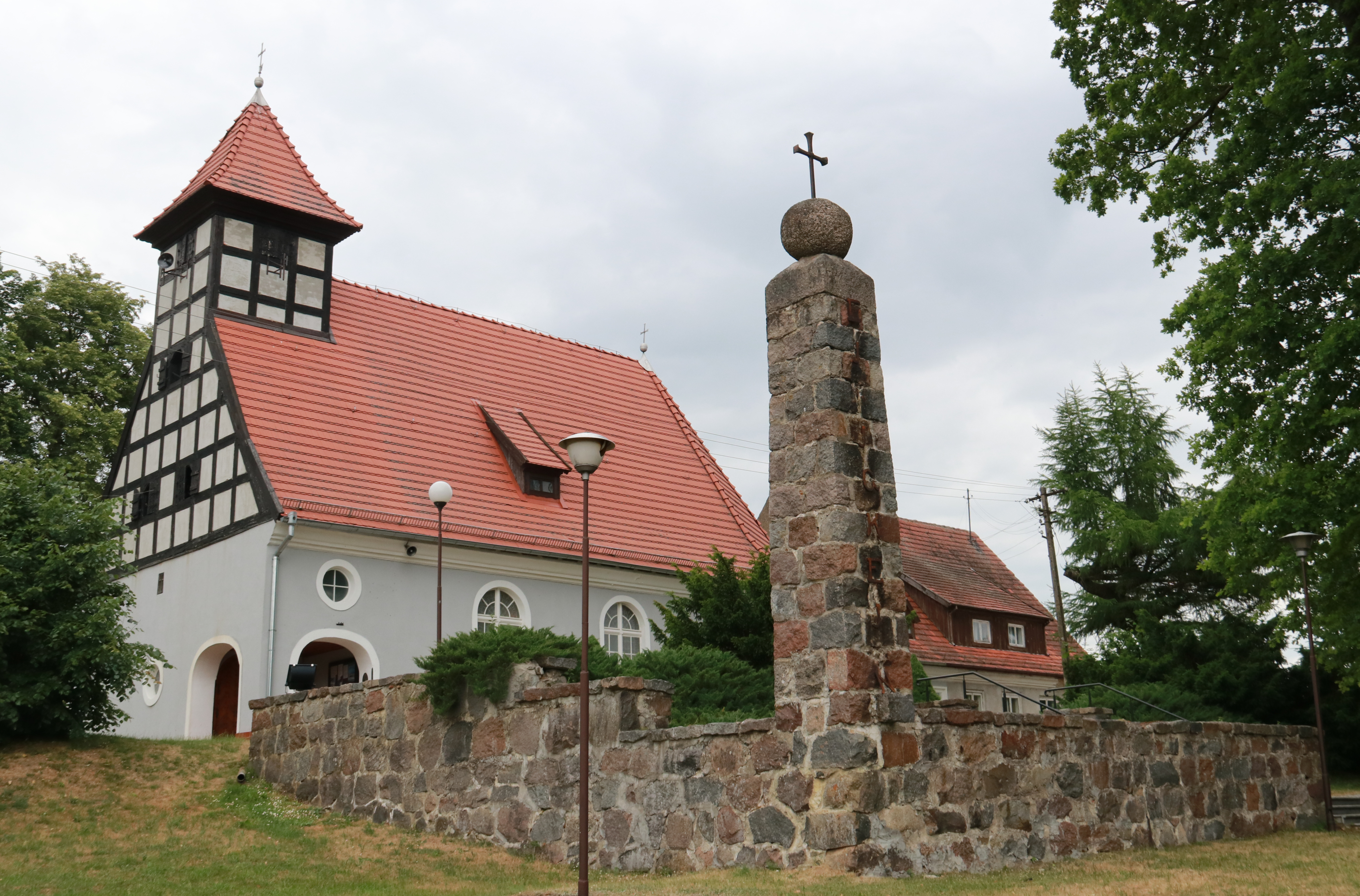
Kirche mit Friedhof

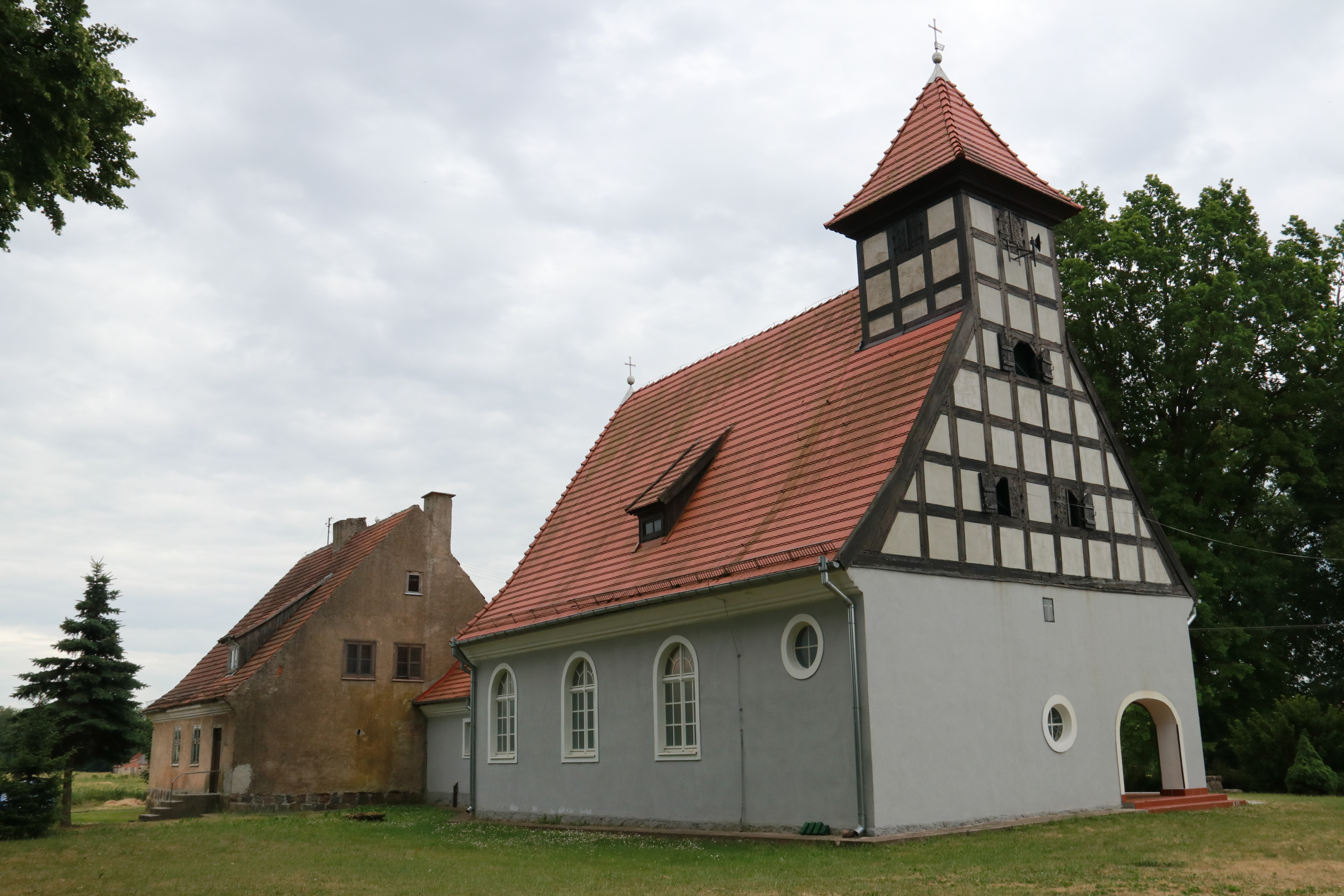
Kirche Szczecinki

Ein eigenes, evangelisches Gotteshaus erhielt Sczeczinken / Eichhorn erst 1927/28. Der Neubau hatte einen polygonalen Schluss und einen kleinen eingebauten Fachwerkturm. Auf dem schlichten Altar befand sich ursprünglich eine Kreuzigungsgruppe. Die einfach verzierte Kanzel befand sich rechts vom Altar auf einem Sockel ruhend und mit einem Schalldeckel versehen. Aufgrund seiner Umwidmung zu einem katholischen Gotteshaus nach 1945 wurde das Gebäude den liturgischen Ansprüchen entsprechend verändert. Es trägt den Namen Kościół św. Stanisława (deutsch St.-Stanislaus-Kirche).

### Kirchengemeinde

#### Evangelisch

##### Kirchengeschichte
Sczeczinken wurde im Jahre 1913 ein evangelisches Kirchdorf und – unter Abtrennung aus den umliegenden Kirchorten – mit einem weiträumigen Kirchspiel versehen. Als selbständige Kirchengemeinde war sie jedoch bis 1945 mit dem Pfarramt in Mieruniszki (Mierunsken, 1938 bis 1945 Merunen) verbunden. Die Pfarrei Mierunsken/Sczeczinken (Merunen/Eichhorn) gehörte zum Kirchenkreis Oletzko (Treuburg) in der Kirchenprovinz Ostpreußen der Kirche der Altpreußischen Union.
Im Jahre 1925 zählte die Pfarrei Mierunsken/Eichhorn insgesamt 5622 Gemeindeglieder, von denen 1800 im Sprengel Eichhorn wohnten. Flucht und Vertreibung der einheimischen Bevölkerung in Kriegsfolge machten ein Gemeindeleben nicht mehr möglich. Heute in Szczecinki lebende evangelische Kirchenglieder orientieren sich zur Pfarrkirche in Suwałki mit der Filialkirche in Gołdap in der Diözese Masuren der Evangelisch-Augsburgischen Kirche in Polen.

##### Kirchspielorte (bis 1945)
Zum Kirchspiel Sczeczinken resp. Eichhorn gehörten zehn Dörfer, Ortschaften bzw. Wohnplätze:
| Name          | Änderungsname 1938 bis 1945 | Polnischer Name |  | Name        | Änderungsname 1938 bis 1945 | Polnischer Name |
| ------------- | --------------------------- | --------------- |  | ----------- | --------------------------- | --------------- |
| Borawsken     | Deutscheck                  | Borawskie       |  | Neu Retzken |                             | Nowe Raczki     |
| Dombrowsken   | Königsruh                   | Dąbrowskie      |  | Przytullen  | Siebenbergen                | Przytuły        |
| Groß Retzken  |                             | Raczki Wielkie  |  | Rehfeld     |                             | Godziejewo      |
| Klein Retzken |                             | Raczki Małe     |  | Sczeczinken | (ab 1916:) Eichhorn         | Szczecinki      |
| Krzysöwken    | Kreuzdorf                   | Krzyżewko       |  | Urbanken    |                             | Urbanki         |

##### Pfarrer (bis 1945)
Der für Sczeczinken bzw. Eichhorn zuständige Pfarrer wohnte in Mierunsken (1938 bis 1945 Merunen, polnisch Mieruniszki). Doch setzte man in Sczeczinken/Eichhorn spezielle Hilfsprediger, ab 1935 auch einen eigenen Pfarrer ein:
| - Bernhard Czekey, 1905–1906 - Ernst Willamowski, 1919–1920 - Heinrich Zimmermann, bis 1926 - Ernst Paul Günther, bis 1927 - Adalbert Gundel, bis 1929 - Bruno Brombach, 1932 - Manfred Mühle, 1935–1945. |

#### Römisch-katholisch
Bis 1945 lebten in Sczeczinken resp. Eichhorn relativ wenige Katholiken. Sie gehörten zur Pfarrkirche in Marggrabowa (1928 bis 1945: Treuburg, polnisch Olecko) im Bistum Ermland.
Nach 1945 siedelten sich viele polnische Bürger in Szczecinki an, fast ausnahmslos katholischer Konfession. Sie übernahmen das „verwaiste“ evangelische Gotteshaus, gestalteten es zu ihrer Pfarrkirche um und widmeten sie dem Bischof und Märtyrer Stanislaus von Krakau.
Inzwischen wurde hier auch eine eigene Pfarrei errichtet. Sie ist in das Dekanat Olecko - św. Jana Apostoła im Bistum Ełk (deutsch Lyck) der Römisch-katholischen Kirche in Polen eingegliedert.
Der Pfarrei in Szczecinki wurde die dem Maximilian Kolbe gewidmete Filialkirche in Krupin (Krupinnen) zugeordnet.

## Verkehr
Szczecinki liegt an der polnischen Woiwodschaftsstraße DW 653 (zwischen 1939 und 1944 Teilabschnitt der deutschen Reichsstraße 127), die die Regionen Olecko (Woiwodschaft Ermland-Masuren) und Suwałki und Sejny (Woiwodschaft Podlachien) verbindet. Außerdem endet eine vom südlichen Nachbarort Krupin (Krupinnen) über Raczki Wielkie (Groß Retzken) kommende Nebenstraße in Szczecinki.
Eine Bahnanbindung besteht nicht mehr. Bis 1945 war Dombrowsken (1938 bis 1945: Königsruh, polnisch Dąbrowskie) die nächste Bahnstation und lag an der Bahnstrecke Marggrabowa–Garbassen (polnisch Olecko–Garbas Drugi) der Oletzkoer (Treuburger) Kleinbahnen.